# Национальная библиотека Уэльса
Национальная библиотека Уэльса (валл. Llyfrgell Genedlaethol Cymru, англ. National Library of Wales) — крупнейшая библиотека Уэльса, расположенная в Аберистуите. Является учреждением с прямым финансированием Правительством ассамблеи Уэльса. Выступает в роли хранилища обязательных экземпляров тиражированных документов.

## История библиотеки
В 1873 году был создан комитет по сбору валлийских материалов и помещению его в Университетский колледж в Аберистуите. В 1905 году в государственный бюджет Великобритании было заложено финансирование образования двух уэльских организаций — Национальной библиотеки и Национального музея Уэльса, и Тайный совет поручил комитету определиться с их предполагаемым месторасположением. Основными претендентами на размещение этих институтов были Аберистуит и Кардифф, предпочтение по расположению библиотеки было отдано первому, в то время как в Кардиффе решено было открыть музей. Одним из аргументов за размещение Национальной библиотеки в Аберистуите было то, что коллекция уже хранилась в Университетском колледже. Кроме того, большое значение при выборе города сыграло обещание сэра Джона Уильямса, врача королевы Виктории и известного коллекционера книг, в случае выбора Аберистуита передать библиотеке своё собрание книг, в которое в частности входила коллекция манускриптов Хенгурт-Пениарт, а также 20 000 фунтов стерлингов. Королевская хартия о создании национальной библиотеки музея была выпущена 19 марта 1907 года.

## Здания библиотеки
В 1908 году был объявлен конкурс на разработку проекта здания Национальной библиотеки, который год спустя выиграл Сидни Гринсдейл, который описал своё видение экстерьера здания как «умышленно гладкий и строгий» стиль. В 1911 году на вершине холма Пенглайс-Хилл, возвышающегося над Аберистуитом, в месте Тир-Грогитан был заложен первый камень здания, а в 1916 году здание было открыто для эксплуатации. Первый этаж здания был отделан корнуолльским гранитом, а остальные этажи — портлендским камнем. Общий дизайн библиотеки несколько раз менялся, в частности, в 1950-х годах архитектором Чарльзом Холденом было осуществлено строительство центрального корпуса библиотеки. В 1996 году было построено третье здание для увеличения хранилища библиотеки.

## Коллекция библиотеки

### Коллекция произведений искусства

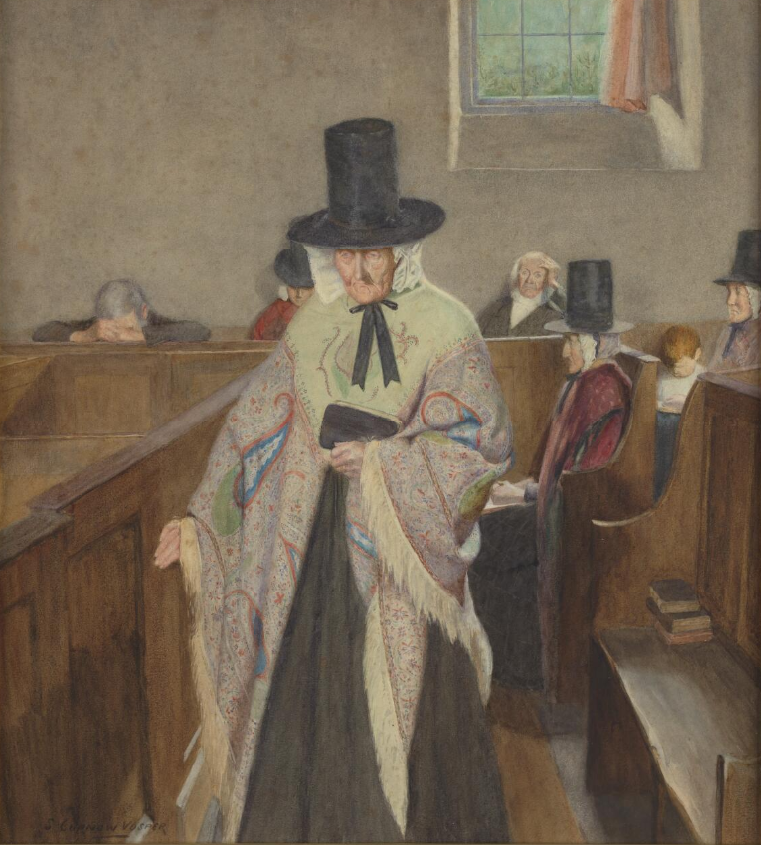
Сидней Курноу Воспер. Салем, 1909

Библиотека располагает коллекцией произведений искусства (преимущественно XIX И XX века). В октябре 2019 года библиотека приобрела на аукционе известную акварель художника Сиднея Курноу Воспера «Салем», которая уже в начале XX века приобрела культовый характер благодаря одной из первых маркетинговых акция в истории Великобритании, отражению повседневной жизни сельской части Уэльса и легенде о присутствии изображения дьявола в складках одежды и рисунке на ткани главной героини.

### Коллекция печатных книг и медиа
Свыше 4 миллионов печатных томов находится в коллекции Национальной библиотеки, включая такие редкие книги как Yn y lhyvyr hwnn 1546 года, первую книгу напечатанную на валлийском, первый экземпляр полного перевода Уильямом Морганом Библии на валлийский 1588 года. Являясь хранилищем обязательных экземпляров библиотека получает том каждой книги, напечатанной в Великобритании и Ирландии. Принципиальными направлениями пополнения книжной коллекции являются тематика Уэльса, валлийского языка и материалы, касающиеся кельтов.
Национальная библиотека является хранилищем Политического архива Уэльса и Национального видео и аудио архива Уэльса. В фондах библиотеки находится большое количество географических карт, фотографий, картин, периодических изданий и газет. Кроме того, в ней хранится большое количество уэльских архивных материалов.

### Коллекция манускриптов «Пениарт»
Важное место в фонде Национальной библиотеки занимает собрание средневековых рукописей, основную часть которого составляет так называемая коллекция манускриптов «Пениарт», переданная в 1909 году Джоном Уильямсом. Начало этой коллекции положил Роберт Воган (ок. 1592—1667) из Хенгурта, Мерионетшир, где она и находилась до 1859 года, когда по завещанию перешла другому известному антиквару Уильяму Уоткину Уинну из Пениарта, давшего ей текущее название. В 1904 году библиотека «Хенгурт-Пениарт» (валл. Hengwrt-Peniarth) стала собственностью сэра Джона Уильямса.
В число манускриптов с номенклатурным названием Peniarth входят такие известные рукописи как «хенгуртская версия» произведений Джеффри Чосера на английском языке (Peniarth MS 392), латинский вариант законов Хивела Доброго (Peniarth MS 28) и житие на корнском языке Beunans Meriasek (Peniarth MS 105B). Но венцом коллекции всё же считаются важнейшие валлийские манускрипты: Чёрная Книга из Кармартена (Peniarth MS 1), Книга Талиесина (Peniarth MS 2), Белая Книга Ридерха (Peniarth MS 4) и Хроника принцев (Peniarth MS 20).